# Clubiona applanata
Clubiona applanata là một loài nhện trong họ Clubionidae.
Loài này thuộc chi Clubiona. Clubiona applanata được miêu tả năm 2007 bởi Liu et al..